# Zakes Mda
 (avril 2020).
Zanemvula Kizito Gatyeni Mda, plus communément appelé Zakes Mda, est un écrivain, poète, dramaturge sud-africain né le 1er janvier 1948 à Herschel. Il est le fils de l'homme politique Ashby Solomzi Peter Mda. 
Il a remporté plusieurs prix sud-africains et britanniques dont le Commonwealth Writers Prize pour son œuvre Au pays de l'ocre rouge.

## Biographie
Zakes Mda est né à Herschel en Afrique du Sud en 1948.
Il termine son certificat Cambridge Overseas au Peka School au Lesotho en 1969 et poursuit ses études à l'Académie Internationale des Arts et de la Littérature de Zurich, en Suisse, en 1976. Ensuite il obtient sa Maîtrise d'Arts (MFA) de théâtre et en communication de masse et médias en 1984 à l'Université de l'Ohio aux États-Unis. Il finit par obtenir son Doctorat à l'Université du Cap en Afrique du Sud en 1989. 

### Carrière
Il adopte le nom de Zakes Mda comme nom de plume dès ses débuts dans l'écriture. En plus d'écrire, il enseigne l'anglais et l'écriture créative en Afrique du Sud et au Royaume-Uni. Il devient professeur au Département d'anglais à l'Université de l'Ohio à Athens, et est également invité comme professeur à l'Université Yale et à l'Université du Vermont. 
Depuis 2011, il est membre fondateur et siège au conseil consultatif à l'Africans Writers Trust. 
En juin 2012 il reçoit un Doctorat honorifique de l'Université du Cap.

## Œuvres
- 1977 : New South African Writing
- 1979 : We Shall Sing for the Fatherland
- 1979 : Dead End
- 1979 : Dark Voices Ring
- 1980 : The Hill
- 1982 : Banned: A Play for Radio
- 1982 : Summer Fires
- 1986 : Bits of Debris: The Poetry of Zakes Mda
- 1988 : And the Girls in their Sunday Dresses
- 1989 : Joys of War
- 1990 : The Plays of Zakes Mda
- 1991 : The Nun's Romantic Story
- 1992 : Soho Square
- 1993 : When People Play People
- 1993 : And the Girls in Their Sunday Dresses: Four Works
- 1995 : Ways of Dying
- 1995 : She Plays with the Darkness
- 1998 : Melville 67
- 2000 : The Heart of Redness
- 2002 : The Madonna of Excelsior
- 2002 : Fools, Bells and the Importance of Eating: Three Satires
- 2005 : The Whale Caller
- 2007 : Cion
- 2009 : Black Diamond
- 2011 : Sometimes There is a Void: Memoirs of an Outsider
- 2012 : Our Lady of Benoni
- 2013 : The Sculptors of Mapungubwe
- 2014 : Rachel's Blue
- 2015 : Little Suns
- 2019 : The Zulus of New York